# Saabye & Lerche
Saabye & Lerche A/S (eller J. Saabye & O. Lerche) var et dansk ingeniør- og entreprenørfirma.
Firmaet blev stiftet 1897 af Fritz Johannsen og Johannes Saabye som Fr. Johannsen & Johs. Saabye og udførte som entreprenør en række betydelige bane-, havne- og broanlæg, bl.a.en tunnel under Københavns Havn, et dampfærgeleje ved Strib, skruepælebroer, færgelejer mm. samt projekterede og ledede ombygningen af de frederiksbergske og københavnske sporveje i tidsrummet 1897-1902. Fritz Johannsen var drivkraften bag elektrificeringen af hovedstadens sporvejssystemer, idet han deltog i stiftelsen og ledelsen af Frederiksberg Sporvejs- og Elektricitets-Aktieselskab (1897), A/S De kjøbenhavnske Sporveje (1898) og A/S Tuborg-Klampenborg elektriske Sporvej (1902), det senere NESA.
I 1901 blev baron Otto Lerche optaget i firmaet. Nye opgaver for virksomheden blev opførelsen af marinestationen i Flensborg og opfyldnings- og bolværksarbejder i Københavns Havn.
I 1903 udtrådte Fritz Johannsen for at blive direktør i KTAS, og Saabye førte firmaet videre sammen med Lerche. Under navnet Saabye & Lerche udførte firmaet i de følgende år en serie store arbejder i ind- og udland, især inden for bro- og jernbanebygning, havnearbejder og pneumatiske funderingsarbejder. Arbejdsmarken uden for Danmark blev hovedsagelig Sverige, Tyskland og Dansk Vestindien. Sammen med tømrermester F.V. Blom konstruerede firmaet 1904-06 læmoler på Jyllands vestkyst, og i samarbejde med N.C. Monberg opførte et Reykjaviks havn og gennemførte en uddybning af Drogden. Med hjælp fra indkøbt uddybningsmateriel kunne firmaet i 1906 oprette Kastrup Maskinfabrik. Fra 1927 deltog firmaet sammen med Kampmann, Kierulff & Saxild (Kampsax) i det store jernbaneprojekt i Tyrkiet.
I 1938 blev firmaet omdannet til et aktieselskab. Johannes Saabye blev adm. direktør og bestyrelsesformand. Otto Lerche blev direktør og næstformand i bestyrelsen og ved Saabyes død i 1946 adm. direktør og formand i bestyrelsen. Lerche døde i 1953. Han blev efterfulgt af Osvald Andersen, som blev direktør i Saabye & Lerche 1946, adm. direktør 1953-64 og adm. direktør i Saabye & Lerche Holding A/S 1959-64. Andersen var dernæst bestyrelsesmedlem til 1968.
Niels Thorsen var i en periode bestyrelsesformand, mens Jens Thorsen var bestyrelsesmedlem.
Selskabet blev siden et finansieringsselskab og blev opkøbt af Nomeco. I 2008 blev det nedlagt.